# Vit nationalism
Vit nationalism är en politisk ideologi som förespråkar en rasmässig definition av nationell identitet för vita människor, samt en egen helt vit nation/stat. Ideologiskt bygger vit nationalism på en rasistisk, etnocentrisk ideologi som sträcker sig från preferensen för den vita etniska gruppen till övertygelser om vit överhöghet och organiserad vit makt. Enligt statsvetaren Rick Valelly är vit nationalism en produkt av den moderna centraliserade statens framväxt i västvärlden, liksom all nationalism. Internet har givit föreställningarna om vit nationalism en möjlighet att nå ut till fler.
Vita nationalister hävdar att varje individ känner en naturlig tillgivenhet för sin egen sort. De förespråkar raslig självbevarelse (motstånd till så kallad "rasblandning") och hävdar att kultur är en produkt av vad de kallar rastillhörighet. Enligt den vita nationalisten Samuel T. Francis är det en rörelse som avvisar jämlikhet som ett ideal och som menar att varje människa har en inre bestående kärna som hereditärt genom genetiskt eller essentiellt (jmf "nedärvd essens") överförs mellan generationerna. Jared Taylor, som är en framträdande profil inom den amerikanska vit makt-rörelsen, hävdar att liknande rasliga perspektiv delades av många amerikanska ledare tiden innan 1950-talet.
Enligt Samuel P. Huntington hävdar vita nationalister att den demografiska förändringen i USA med fler icke-vita innebär en ny kultur som är intellektuellt och moraliskt underlägsen. De hävdar att med denna förändring kommer positiv särbehandling, invandrargetton och en sjunkande utbildningsnivå. De flesta amerikaner som bejakar vit nationalism anser att invandringen ska begränsas till människor av europeisk härkomst.
När det gäller religion så omfattar de vita nationalisterna en rad olika religiösa och icke-religiösa övertygelser, olika samfund inom kristendomen (vanligen protestantiska), där vissa övertygelser överlappar mer eller mindre med vit nationalistisk ideologi, såsom Identitetskristna (vilka en kategori av vit makt-samfund) Modern asatro och ateism